# AFC Tbilisi
L'AFC Tbilisi  è una squadra di football americano di Tbilisi, in Georgia, fondata nel 2016.

## Dettaglio stagioni

### Campionato
| Stagione | regular season | regular season | regular season | regular season | regular season | regular season | playoff | playoff | playoff | playoff | playoff | playoff    | playoff          |
|          | Vin            | Par            | Per            | Tot            | PF             | PS             | Vin     | Per     | Tot     | PF      | PS      | risultato  | avversaria       |
| -------- | -------------- | -------------- | -------------- | -------------- | -------------- | -------------- | ------- | ------- | ------- | ------- | ------- | ---------- | ---------------- |
| 2018     | 1+?            | 0+?            | 2+?            | 3+?            | 20+?           | 71+?           | -       | -       | -       | -       | -       | -          | -                |
| 2019     | 1              | 0              | 3              | 4              | 76             | 82             | 0       | 1       | 1       | 0       | 34      | Semifinale | Rustavi Steelers |
| 2020     | 1              | 1              | 4              | 6              | 36             | 104            | -       | -       | -       | -       | -       | -          | -                |
| Totale   | 3+?            | 1+?            | 9+?            | 13+?           | 132+?          | 257+?          | 0       | 1       | 1       | 0       | 34      |            |                  |

Fonti: Enciclopedia del Football - A cura di Roberto Mezzetti

### Riepilogo fasi finali disputate
| Anno | Luogo   | Evento                                     | Fase del torneo | Incontro                       | Risultato |
| 2019 | Tbilisi | Campionato georgiano di football americano | Semifinale      | Rustavi Steelers - AFC Tbilisi | 34 - 0    |